# مینکیشه
مینکیشه (به لاتین: Miękisze) یک روستا در لهستان است که در گمینا بیلسک پودلاسکی واقع شده‌است.